# サッカーオマーン代表
サッカーオマーン代表（サッカーオマーンだいひょう）は、オマーンサッカー協会（OFA）によって構成されるオマーンのサッカーのナショナルチームである。ホームスタジアムは、首都・マスカットにあるスルタン・カーブース・スポーツコンプレックス。

## 概要
代表の発足以来、FIFAワールドカップ本大会への出場経験は無い。
AFCアジアカップは2004年大会、2007年大会、2015年大会、2019年大会、2023年大会の5大会に出場しており、2015年までの3大会は全てグループリーグ敗退に終わるも、2019年大会では初めてグループリーグ突破し、ベスト16入りを果たした。ガルフカップでは優勝2回（2009年・2017年）、準優勝3回（2004年・2007年・2023年）の成績を残している。

## 歴史

### 2000年代
AFCアジアカップ初出場となった2004年中国大会では、敗れはしたが日本を苦しめ、イランとは2-2で引き分ける健闘を見せたが1勝1分1敗で1次リーグ敗退に終わった。なお、この大会の予選は、2002年日韓W杯で4位に入賞した韓国を抑えて首位で突破している。再び日本と同組になった2006年ドイツW杯・アジア1次予選では、ホーム・アウェーでいずれも日本に0-1と惜敗し、最終予選進出はならなかった。その後、2007年のアジアカップは2分1敗でグループリーグ敗退。2011年カタール大会はクウェートに勝ち点1及ばず予選で散った。

### 2010年代
2014年ブラジルW杯・アジア予選では、3次予選でサウジアラビアを押しのけて、2002年大会予選以来3大会ぶりに最終予選に進出した。その最終予選では、本大会出場権を得たオーストラリアと、ホーム・アウェイでいずれもドローに持ち込んだ。その活躍もあり、最終節のアウェー・ヨルダン戦に引き分け以上でアジア地区第5代表決定戦進出となるところだったが、0-1で敗れ予選敗退となった。
2015年のアジアカップでは初戦で韓国に0-1、2戦目でオーストラリアに0-4と連敗し、早々に出場3大会連続のグループリーグ敗退が決定。それでも3戦目のクウェート戦を1-0で勝利し、3大会ぶりのアジアカップ勝利となった。
中東勢の活躍が光ったAFCアジアカップ2019では、オマーンも例外ではなく、1次リーグ・グループFを1勝2敗ながら各組3位の上位4チームに入り、出場4回目にして初の決勝トーナメント進出（ベスト16）を達成。ラウンドオブ16では、優勝候補と評されたイランと対戦。試合開始50秒で得たPKのチャンスで先制点を逃し、逆に前半で2点を奪われて0-2で敗れた。

### 2020年代
2022年カタールW杯・アジア予選では2大会ぶりに最終予選に進んだ。その最終予選の初戦では、当時6大会連続出場だった日本からアウェイながら金星を挙げる絶好のスタートとなったが、最終的に4次予選（AFCプレーオフ）出場となる3位のオーストラリアに対し、勝ち点でわずかに1下回り、グループ4位で敗退した。
2026年北中米W杯のアジア予選では、2次予選でキルギス、マレーシア、チャイニーズタイペイと同組になり、4勝1分1敗・勝ち点13の首位通過でワールドカップの予選では初めて2大会連続での最終予選進出となった。2024年1月に開催されたアジアカップは2分1敗に終わり、2大会ぶりにグループリーグで敗退した。
ホームゲームでの試合に強く、前述の2014 FIFAワールドカップ・アジア予選では3次予選でオーストラリアに勝利した。さらに2022年大会のアジア最終予選でも、ホームでオーストラリアに2度リードされながらもドローに持ち込んだ。

## 成績

### FIFAワールドカップ
- 1930 - 不参加
- 1934 - 不参加
- 1938 - 不参加
- 1950 - 不参加
- 1954 - 不参加
- 1958 - 不参加
- 1962 - 不参加
- 1966 - 不参加
- 1970 - 不参加
- 1974 - 不参加
- 1978 - 不参加
- 1982 - 不参加
- 1986 - 棄権
- 1990 - 予選敗退
- 1994 - 予選敗退
- 1998 - 予選敗退
- 2002 - 予選敗退
- 2006 - 予選敗退
- 2010 - 予選敗退
- 2014 - 予選敗退
- 2018 - 予選敗退
- 2022 - 予選敗退

### AFCアジアカップ
| 開催年 | 結果               | 試合     | 勝利     | 引分     | 敗戦     | 得点     | 失点     |
| ------ | ------------------ | -------- | -------- | -------- | -------- | -------- | -------- |
| 1956   | 不参加             | 不参加   | 不参加   | 不参加   | 不参加   | 不参加   | 不参加   |
| 1960   | 不参加             | 不参加   | 不参加   | 不参加   | 不参加   | 不参加   | 不参加   |
| 1964   | 不参加             | 不参加   | 不参加   | 不参加   | 不参加   | 不参加   | 不参加   |
| 1968   | 不参加             | 不参加   | 不参加   | 不参加   | 不参加   | 不参加   | 不参加   |
| 1972   | 不参加             | 不参加   | 不参加   | 不参加   | 不参加   | 不参加   | 不参加   |
| 1976   | 不参加             | 不参加   | 不参加   | 不参加   | 不参加   | 不参加   | 不参加   |
| 1980   | 不参加             | 不参加   | 不参加   | 不参加   | 不参加   | 不参加   | 不参加   |
| 1984   | 予選敗退           | 予選敗退 | 予選敗退 | 予選敗退 | 予選敗退 | 予選敗退 | 予選敗退 |
| 1988   | 棄権               | 棄権     | 棄権     | 棄権     | 棄権     | 棄権     | 棄権     |
| 1992   | 予選敗退           | 予選敗退 | 予選敗退 | 予選敗退 | 予選敗退 | 予選敗退 | 予選敗退 |
| 1996   | 予選敗退           | 予選敗退 | 予選敗退 | 予選敗退 | 予選敗退 | 予選敗退 | 予選敗退 |
| 2000   | 予選敗退           | 予選敗退 | 予選敗退 | 予選敗退 | 予選敗退 | 予選敗退 | 予選敗退 |
| 2004   | グループリーグ敗退 | 3        | 1        | 1        | 1        | 4        | 3        |
| 2007   | グループリーグ敗退 | 3        | 0        | 2        | 1        | 1        | 3        |
| 2011   | 予選敗退           | 予選敗退 | 予選敗退 | 予選敗退 | 予選敗退 | 予選敗退 | 予選敗退 |
| 2015   | グループリーグ敗退 | 3        | 1        | 0        | 2        | 1        | 5        |
| 2019   | ベスト16           | 4        | 1        | 0        | 3        | 4        | 6        |
| 2023   | グループリーグ敗退 | 3        | 0        | 2        | 1        | 2        | 3        |
| 合計   | 5/18               | 16       | 3        | 5        | 8        | 12       | 20       |

### ガルフカップ
| 年度 | 開催国           | 結果   |
| ---- | ---------------- | ------ |
| 1970 | バーレーン       | 不参加 |
| 1972 | サウジアラビア   | 不参加 |
| 1974 | クウェート       | 6位    |
| 1976 | カタール         | 7位    |
| 1979 | イラク           | 7位    |
| 1982 | アラブ首長国連邦 | 6位    |
| 1984 | オマーン         | 7位    |
| 1986 | バーレーン       | 7位    |
| 1988 | サウジアラビア   | 7位    |
| 1990 | クウェート       | 4位    |
| 1992 | カタール         | 6位    |
| 1994 | アラブ首長国連邦 | 6位    |
| 1996 | オマーン         | 6位    |
| 1998 | バーレーン       | 4位    |
| 2002 | サウジアラビア   | 5位    |
| 2003 | クウェート       | 4位    |
| 2004 | カタール         | 準優勝 |
| 2007 | アラブ首長国連邦 | 準優勝 |
| 2009 | オマーン         | 優勝   |
| 2010 | イエメン         | GL敗退 |
| 2013 | バーレーン       | GL敗退 |
| 2014 | サウジアラビア   | 4位    |
| 2017 | クウェート       | 優勝   |
| 2019 | カタール         | GL敗退 |
| 2023 | イラク           | 準優勝 |

## 歴代監督
- ヘシュマト・モハージェラーニー 1992-1994
- ジョゼフ・ベングロシュ 1995-1997
- ヴァルデイル・ヴィエイラ 1998-1999
- カルロス・アウベルト 2000-2001
- スレコ・ユリシッチ 2005-2006
- ミラン・マチャラ 2003-2005, 2006-2007
- ガブリエル・カルデロン 2007-2008
- フリオ・リバス 2008
- クロード・ルロワ 2008-2010
- ポール・ル・グエン 2011-2015
- ピム・ファーベーク 2016-2019[26]
- エルウィン・クーマン 2019
- ブランコ・イバンコビッチ 2020-2024
- ヤロスラフ・シルハヴィー 2024
- ラシード・ジャービル（英語版） 2024-2025
- カルロス・ケイロス 2025-

## 歴代選手

### GK
- アリ・アル・ハブシ
- アハマド・ファラジュ・アッ＝ラワーヒー

### DF
- ムハンマド・アル＝ムサラミー
- ジャービル・アル＝オワイシ
- ナセル・アル＝シムリ
- アーメル・サイード・アッ＝シャートリー
- アブドッサラーム・アル＝ムハイニー
- アリー・サーリム・アン＝ナハール
- アリー・アル＝ブーサイーディ
- ハサン・ムザファル
- アハマド・アル＝ムハイニー
- ナーディル・アワド・マブルーク

### MF
- アリー・アル＝ジャーブリー
- ラーイド・イブラヒーム
- ムハンマド・アッ＝スィヤービー
- イード・アル＝ファールシ
- アハマド・ムバーラク
- モフシン・アル＝ハールディ

### FW
- アブドゥルアジーズ・アル＝マクバーリー
- カースィム・サイード
- ヤアクーブ・アブドゥルカリーム
- アマド・アル＝ホスニ
- サイード・アッ＝ルザイキー